# Вземи ме с щурм (филм)
Вземи ме с щурм (на френски: Raid dingue) е френска комедия, режисиран и по сценарий на Дани Буун.

## Сюжет
Във френските специални части няма място за чувства. Но всичко се променя, когато в редиците на елитното подразделение влиза секси момиче-ченге. Тя веднага пленява всички мъже и те веднага се влюбват в новия служител. Непреклонен е само командира на отряда: момичетата в специалните части...нямат работа! А може ли в борбата за амбиции да избухне истинска любов ?

## В ролите
- Алис Пол като Йохана Паскали
- Дани Буун като Еугне Фросард
- Мишел Блан като Жак Паскуали
- Иван Атал като Виктор
- Сабин Азема като Мари-Каролин Дъбари
- Патрик Майл като Едуард Дюбари
- Франсоа Левантал като Патрик Легранд
- Флорент Пейър като Оливие Лопес
- Ане Маривин като психолог
- Ален Дюте като Бърнард Дубари
- Урбан Канселър като Президентът на Републиката
- Женшен Миросесини като Иван

## Детайли

### Премиера
| Държава    | Дата | Месец    | Година      |
| ---------- | ---- | -------- | ----------- |
| Франция    | 1    | Февруари | 2017 година |
| Русия      | 6    | Април    | 2017 година |
| Испания    | 9    | Юни      | 2017 година |
| Португалия | 29   | Юни      | 2017 година |
| Полша      | 18   | Август   | 2017 година |

### Имена
| Държава    | Наименование                                |
| ---------- | ------------------------------------------- |
| Бразилия   | Uma Agente Muito Louca                      |
| Испания    | Una policía en apuros                       |
| Франция    | Raid dingue                                 |
| Гърция     | Μ.Α.Τ. Μονάδα Αποδόμησης Τάξης              |
| Полша      | Agentka specjalnej troski                   |
| Португалия | Raid – Pelotão Chanfrado                    |
| Румъния    | O politista irezistibila – Fugi, daca poti! |
| Русия      | Возьми меня штурмом                         |
| Украйна    | Вiзьми мене штурмом                         |
| България   | Вземи ме с щурм                             |